# La speranza del condannato a morte
La speranza del condannato a morte è una serie di tre dipinti acrilico su tela (167x351cm) di Joan Miró nel 1974, che sono ora parte della collezione permanente della Fondazione Joan Miró di Barcellona.
Anche l'artista, finito il trittico al mese di febbraio 1974, non lo considera definitivamente terminato fino a due mesi dopo l'esecuzione del militante anarchico Salvador Puig Antich, avvenuta negli ultimi tempi della dittatura franchista.